# Bârsana
Bârsana là một xã thuộc hạt Maramureș, România. Dân số thời điểm năm 2002 là 6375 người.